# رئيس جمهورية موريشيوس

رئيس جمهورية موريس (موريشيوس)  (بالفرنسية: Président de la République de Maurice)‏، هو رئيس الدولة في جمهورية موريشيوس. موريشيوس هي جمهورية برلمانية وللرئيس مهام احتفالية صوريا وتنتخبه الجمعية الوطنية كما حدده دستور موريشيوس. الحامل للمنصب الآن هو بريثفيراجسينغ روبون؛ وعيُن كسابع رئيس خلال حفل خاص أقيم في الجمعية الوطنية في 2 ديسمبر 2019. المقر الرسمي للرئيس هو بيت الدولة.